# Walerij Nikonorow
Walerij Władimirowicz Nikonorow (ros. Валерий Владимирович Никоноров; ur. 26 sierpnia 1971 w Moskwie) – rosyjski zapaśnik w stylu klasycznym.
Olimpijczyk z Sydney 2000, gdzie zajął siódme miejsce w wadze 58 kg. 
Siedemnaste miejsce w Mistrzostwach Świata w 1999. Wicemistrz Europy z 1999, siódme miejsce w 2000 roku.
Drugi w mistrzostwach WNP w 1992, wicemistrz Rosji w 1998, brązowy medalista z 1999 roku.